# John Morbey
John Michael Morbey (ur. 9 sierpnia 1939) – brytyjski lekkoatleta pochodzący z Bermudów, specjalizujący się w skoku w dal.
Srebrny medalista Igrzysk Imperium Brytyjskiego i Wspólnoty Brytyjskiej w 1966 roku (startował jako zawodnik Bermudów). Jedenasty zawodnik konkursu skoku w dal podczas igrzysk olimpijskich w Tokio w 1964 (jako reprezentant Wielkiej Brytanii).